# Знаки почтовой оплаты СССР (1961)
Зна́ки почто́вой опла́ты СССР (1961) — перечень (каталог) знаков почтовой оплаты (почтовых марок), введённых в обращение дирекцией по изданию и экспедированию знаков почтовой оплаты Министерства связи СССР в 1961 году. В 1961 году произведена деноминация 1:10, в этой связи наряду с традиционным выпуском коммеморативных марок произведена эмиссия стандартных марок нового номинала.

## Список коммеморативных (памятных) марок
Порядок следования элементов в таблице соответствует номеру по каталогу марок СССР (ЦФА), в скобках приведены номера по каталогу «Михель».
| № по каталогу                                                                | Изображение | Описание и источники                                                                                                  | Номинал   | Дата выпуска         | Тираж     | Художник        |
| ---------------------------------------------------------------------------- | ----------- | --- | --------- | -------------------- | --------- | --------------- |
| (ЦФА [АО «Марка»] № 2521) (ЦФА [АО «Марка»] № 2521А) (Mi #2478A) (Mi #2478C) |             | Серия «Костюмы народов СССР»: - Грузинские костюмы.                                                                   | 0,02 руб. | 11 мая 1961 года     | 3 000 000 | Виктор Пименов  |
| (ЦФА [АО «Марка»] № 2522) (Mi #2442A)                                        |             | Серия «Костюмы народов СССР»: - Молдавские костюмы.                                                                   | 0,02 руб. | 28 января 1961 года  | 2 800 000 | Виктор Пименов  |
| (ЦФА [АО «Марка»] № 2523) (Mi #2443A)                                        |             | Серия «Костюмы народов СССР»: - Украинские костюмы.                                                                   | 0,03 руб. | 10 января 1961 года  | 2 500 000 | Виктор Пименов  |
| (ЦФА [АО «Марка»] № 2524) (ЦФА [АО «Марка»] № 2524А) (Mi #2479A) (Mi #2479C) |             | Серия «Костюмы народов СССР»: - Белорусские костюмы.                                                                  | 0,03 руб. | 11 мая 1961 года     | 3 000 000 | Виктор Пименов  |
| (ЦФА [АО «Марка»] № 2525) (ЦФА [АО «Марка»] № 2525А) (Mi #2564A) (Mi #2564C) |             | Серия «Костюмы народов СССР»: - Казахские костюмы[./Знаки_почтовой_оплаты_СССР_(1961)#cite_note-м_2525-15 [Комм 6]].  | 0,03 руб. | 20 декабря 1961 года | 2 500 000 | Виктор Пименов  |
| (ЦФА [АО «Марка»] № 2526) (ЦФА [АО «Марка»] № 2526А) (Mi #2444A) (Mi #2444C) |             | Серия «Костюмы народов СССР»: - Корякские костюмы.                                                                    | 0,04 руб. | 7 января 1961 года   | 2 000 000 | Виктор Пименов  |
| (ЦФА [АО «Марка»] № 2527) (ЦФА [АО «Марка»] № 2527А) (Mi #2445A) (Mi #2445C) |             | Серия «Костюмы народов СССР»: - Русские костюмы.                                                                      | 0,06 руб. | 7 января 1961 года   | 2 000 000 | Виктор Пименов  |
| (ЦФА [АО «Марка»] № 2528) (ЦФА [АО «Марка»] № 2528А) (Mi #2446A) (Mi #2446C) |             | Серия «Костюмы народов СССР»: - Армянские костюмы[./Знаки_почтовой_оплаты_СССР_(1961)#cite_note-м_2528-18 [Комм 9]].  | 0,10 руб. | 7 января 1961 года   | 2 200 000 | Виктор Пименов  |
| (ЦФА [АО «Марка»] № 2529) (ЦФА [АО «Марка»] № 2529А) (Mi #2495A) (Mi #2495C) |             | Серия «Костюмы народов СССР»: - Эстонские костюмы[./Знаки_почтовой_оплаты_СССР_(1961)#cite_note-м_2529-20 [Комм 10]]. | 0,12 руб. | 8 июня 1961 года     | 3 000 000 | Виктор Пименов  |
| (ЦФА [АО «Марка»] № 2530) (Mi #2524)                                         |             | Серия «Русские народные сказки и былины»: - «Гуси-лебеди».                                                            | 0,01 руб. | 30 августа 1961 года | 3 200 000 | Евгений Комаров |
| (ЦФА [АО «Марка»] № 2531) (Mi #2525)                                         |             | Серия «Русские народные сказки и былины»: - «Лиса, Заяц и Петух».                                                     | 0,03 руб. | 30 августа 1961 года | 3 000 000 | Евгений Комаров |
| (ЦФА [АО «Марка»] № 2532) (Mi #2480)                                         |             | Серия «Русские народные сказки и былины»: - П. П. Ершов. «Конёк-Горбунок».                                            | 0,04 руб. | 15 мая 1961 года     | 2 800 000 | Евгений Комаров |
| (ЦФА [АО «Марка»] № 2533) (Mi #2481)                                         |             | Серия «Русские народные сказки и былины»: - «Мужик и Медведь».                                                        | 0,06 руб. | 15 мая 1961 года     | 2 300 000 | Роман Житков    |
| (ЦФА [АО «Марка»] № 2534) (Mi #2447)                                         |             | Серия «Русские народные сказки и былины»: - А. С. Пушкин. «Руслан и Людмила».                                         | 0,10 руб. | 7 января 1961 года   | 2 500 000 | Роман Житков    |

## Комментарии
1. ↑  Ниже приведён перечень памятных художественных марок (с возможностью сортировки по номиналу, тиражу и дате введения в обращение).
2. ↑  Серия «Костюмы народов СССР»: на марке  (ЦФА [АО «Марка»] № 2521) — грузинские костюмы, многоцветная. Штриховой офсет, перфорирована: гребенчатая зубцовка 11½ (на каждые 2 сантиметра края марки приходится 11½ зубцов). Разновидность  (ЦФА [АО «Марка»] № 2521А)  (Mi #2478C) с линейной зубцовской 12½. В марочных листах 20 (5×4) марок[2][6][7].
3. ↑  Серия «Костюмы народов СССР»: на марке  (ЦФА [АО «Марка»] № 2522) — молдавские костюмы, многоцветная. Штриховой офсет, перфорирована: гребенчатая зубцовка 11½ (на каждые 2 сантиметра края марки приходится 11½ зубцов). В марочных листах 20 (4×5) марок[2][6][8].
4. ↑  Серия «Костюмы народов СССР»: на марке  (ЦФА [АО «Марка»] № 2523) — украинские костюмы, многоцветная. Штриховой офсет, перфорирована: гребенчатая зубцовка 11½ (на каждые 2 сантиметра края марки приходится 11½ зубцов). В марочных листах 20 (4×5) марок[2][6][8].
5. ↑  Серия «Костюмы народов СССР»: на марке  (ЦФА [АО «Марка»] № 2524) — белорусские костюмы, многоцветная. Штриховой офсет, перфорирована: гребенчатая зубцовка 11½ (на каждые 2 сантиметра края марки приходится 11½ зубцов). Разновидность  (ЦФА [АО «Марка»] № 2524А)  (Mi #2479C) с линейной зубцовской 12½. В марочных листах 20 (4×5) марок[2][6][7].
6. ↑  Серия «Костюмы народов СССР»: на марке  (ЦФА [АО «Марка»] № 2525) — казахские костюмы, многоцветная. Штриховой офсет, перфорирована: гребенчатая зубцовка 11½ (на каждые 2 сантиметра края марки приходится 11½ зубцов). Разновидность  (ЦФА [АО «Марка»] № 2525А)  (Mi #2564C) с линейной зубцовской 12½. В марочных листах 20 (4×5) марок[2][6][9].
7. ↑  Серия «Костюмы народов СССР»: на марке  (ЦФА [АО «Марка»] № 2526) — корякские костюмы, многоцветная. Штриховой офсет, перфорирована: гребенчатая зубцовка 11½ (на каждые 2 сантиметра края марки приходится 11½ зубцов). Разновидность  (ЦФА [АО «Марка»] № 2526А)  (Mi #2444C) с линейной зубцовской 12½. В марочных листах 20 (4×5) марок[2][6][8].
8. ↑  Серия «Костюмы народов СССР»: на марке  (ЦФА [АО «Марка»] № 2527) — русские костюмы, многоцветная, костюм баяниста — тёмно-коричневый. Штриховой офсет, перфорирована: гребенчатая зубцовка 11½ (на каждые 2 сантиметра края марки приходится 11½ зубцов). Разновидность  (ЦФА [АО «Марка»] № 2527А)  (Mi #2445C) с линейной зубцовской 12½. В марочных листах 20 (5×4) марок[2][6][8].
9. ↑  Серия «Костюмы народов СССР»: на марке  (ЦФА [АО «Марка»] № 2528) — армянские костюмы, многоцветная. Штриховой офсет, перфорирована: гребенчатая зубцовка 11½ (на каждые 2 сантиметра края марки приходится 11½ зубцов). Разновидность  (ЦФА [АО «Марка»] № 2528А)  (Mi #2446C) с линейной зубцовской 12½. В марочных листах 20 (4×5) марок[2][6][8].
10. ↑  Серия «Костюмы народов СССР»: на марке  (ЦФА [АО «Марка»] № 2529) — эстонские костюмы, многоцветная, костюмы — тёмно-синие. Штриховой офсет, перфорирована: гребенчатая зубцовка 11½ (на каждые 2 сантиметра края марки приходится 11½ зубцов). Разновидность  (ЦФА [АО «Марка»] № 2529А)  (Mi #2495C) с линейной зубцовской 12½. В марочных листах 20 (4×5) марок[2][6][10].
11. ↑  Серия «Русские народные сказки и былины»: «Гуси-лебеди», многоцветная. Офсетная печать, перфорирована: линейная зубцовка 12½ (на каждые 2 сантиметра края марки приходится 12½ зубцов). В марочных листах 25 (5×5) марок[2][11][12].
12. ↑  Серия «Русские народные сказки и былины»: «Лиса, Заяц и Петух», многоцветная. Офсетная печать, перфорирована: линейная зубцовка 12½ (на каждые 2 сантиметра края марки приходится 12½ зубцов). В марочных листах 25 (5×5) марок[2][11][12].
13. ↑  Серия «Русские народные сказки и былины»: «Конёк-Горбунок», многоцветная. Офсетная печать, перфорирована: линейная зубцовка 12½ (на каждые 2 сантиметра края марки приходится 12½ зубцов). В марочных листах 25 (5×5) марок[2][11][13].
14. ↑  Серия «Русские народные сказки и былины»: «Мужик и Медведь», многоцветная. Офсетная печать, перфорирована: линейная зубцовка 12½ (на каждые 2 сантиметра края марки приходится 12½ зубцов). В марочных листах 25 (5×5) марок[2][11][13].
15. ↑  Серия «Русские народные сказки и былины»: «Руслан и Людмила», многоцветная. Офсетная печать, перфорирована: линейная зубцовка 12½ (на каждые 2 сантиметра края марки приходится 12½ зубцов). В марочных листах 25 (5×5) марок[2][11][8].